# Máthé Tibor (operatőr)
Máthé Tibor (Budapest, 1943. január 29. –) Kossuth- és Balázs Béla-díjas magyar operatőr, egyetemi tanár. Az Európai Filmakadémia tagja.

## Életpályája
1957–1961 között a Képző- és Iparművészeti Gimnázium fotó szakán tanult. 1966–1971 között a Magyar Iparművészeti Főiskola belsőépítészet szakán tanult; Jánossy György, Jurcsik Károly, és Szrogh György oktatták. 1972–1976 között a Színház- és Filmművészeti Főiskola operatőr szakán tanult. 1977–1983 között a Mafilm Híradó- és Dokumentumfilm Stúdió operatőre, 1981-től játékfilm-operatőre. 
1983 óta szabadúszó operatőr. 2005 óta a Színház- és Filmművészeti Egyetem operatőr tanszékvezető tanára, 2006–2018 között tanszékvezető egyetemi docense, 2018-tól osztályvezető tanára. 2019-től a Magyar Művészeti Akadémia Film- és Fotóművészeti Tagozatának levelező tagja.

## Filmjei
- Aglaja (2010)
- Szuperbojz (2009)
- Másik bolygó (2008)
- Ópium - Egy elmebeteg nő naplója (2007)
- Euripidész: Iphigeneia Auliszban (2006)
- Vadászat angolokra (2006)
- Vasárnap (2006)
- Egy szoknya, egy nadrág (2005)
- A miskolci boniésklájd (2004)
- Porcelánbaba (2004)
- Rózsadomb (2003)
- A Black Rose vár titka (2001)
- Csocsó, avagy éljen május elseje! (2001)
- Meseautó (2000)
- Hippolyt (1999)
- Kínai védelem (1999)
- Simon mágus (1998)
- Üstökös (1998)
- Mindenki fél a törpétől (1997)
- Showbálvány (1997)
- Az út (1997)
- Witman fiúk (1997)
- Éretlenek (1995)
- Érzékek iskolája (1995)
- A brooklyni testvér (1994)
- Bűvös vadász (1994)
- Woyzeck (1994)
- Jó éjt királyfi (1993)
- Senkiföldje (1993)
- A Skorpió megeszi az Ikreket reggelire (1992)
- Félálom (1991)
- Az én XX. századom (1989)
- A hecc (1989)
- Szédülés (1989)
- Szamárköhögés (1987)
- A sápadt démon (1986)
- Változó otthonunk (1985)
- A 28-as csapó (1985)
- Uramisten (1985)
- Eszmélés (1984)
- Végtelen utazás (1984)
- Jazz (1983)
- Katonadal (1983)
- Kisember nagy élete (1983)
- A csoda vége (1983)
- Aranycsapat (1982)
- Manőver (1982)
- Vikendszerelem (1981)
- Tragoletto (1980)
- Krisztina (1980)
- Vészcsengő (1980)
- Van még néhány fényképem (1980)
- Mozart és Salieri (1979)
- Leányanyák (1979)
- Lidérc (1977)
- 25 éves a Déryné Színház (1976)
- Mundstock úr (1975)

## Díjai, elismerései
- A krakkói rövidfilmfesztivál operatőri díja (1978)
- A filmszemle díja (1985, 1989, 1994, 1997, 1998, 1999, 2006, 2007, 2008)
- A magyar filmkritikusok díja (1989, 1994, 1997, 2019)
- Golden Frog-Camerimage'94 (1994)
- az év operatőre (1997, 1999)
- Illés György-díj (2007)